# Юрин, Иван Юрьевич
Иван Юрьевич Юрин (бел. Іван Юр'евіч Юрын; род. 14 января 1998, Малые Зводы, Брестская область) — белорусский футболист, защитник клуба «Слуцк».

## Карьера

### «Гранит» Микашевичи
В марте 2019 года футболист на правах арендного соглашения присоединился к микашевичскому «Граниту» до конца сезона. Дебютировал за клуб 13 апреля 2019 года в матче против гомельского «Локомотива». дебютными голами за клуб отличился 22 июня 2019 года в матче против «Лиды», оформив дубль. В матче 24 августа 2019 года против «Барановичей» футболист отличился очередным дублем. Ещё одним дублем футболист отличился в матче 28 сентября 2019 года против пинской «Волны». На протяжении всего сезона футболист был основным игроком в составе микашевичского клуба, за который отличился 8 забитыми голами. По окончании арендного соглашения покинул клуб, вскоре покинув брестский «Рух», отправившись служить в армию.

### «Шахтёр» Петриков
В апреле 2021 года вернувшись со службы в армии футболист стал игроком петриковского «Шахтёра». Дебютировал за клуб 18 апреля 2021 года в матче против дзержинского «Арсенала». Футболист с самого начала сезона закрепился в основной команде петриковского клуба. Первым результативным действием за клуб отличился 17 октября 2021 года в матче против «Лиды», отдав голевую передачу. В своём дебютном сезоне за клуб футболист отличился 3 результативными передачами. Также сам футболист переквалифицировался из амплуа нападающего в защитника.
В феврале 2022 года футболист продлил контракт с петриковским клубом ещё на сезон. Первый матч в новом сезоне футболист сыграл 17 апреля 2022 года против «Осиповичей». В сезоне футболист сыграл всего 4 матча в рамках Первой Лиги, по итогу которой стал бронзовым призёром. В январе 2023 года футболист покинул петриковский клуб.

### «Белшина»
В марте 2023 года футболист на правах свободного агента присоединился к бобруйской «Белшине». Дебютировал за клуб 19 марта 2023 года в матче против «Сморгони», выйдя на поле в стартовом составе. Первым результативным действием за клуб футболист отличился 7 октября 2023 года в матче против гродненского «Немана», отдав голевую передачу. По итогу сезона завершил чемпионат на последнем месте и вылетел в Первую лигу. В январе 2024 года футболист покинул бобруйский клуб, расторгнув контракт по соглашению сторон.

### «Слуцк»
В январе 2024 года футболист стал игроком «Слуцка».